# Copa do Mundo de ciclismo em pista de 2004-2005
.A Copa do Mundo de ciclismo em pista de 2004–2005 é uma competição de ciclismo em pista organizada pela Union cycliste internationale. A temporada desenvolveu-se de 5 de novembro de 2004 a 20 de fevereiro de 2005, em quatro séries a Moscovo, Los Angeles, Manchester e Sydney.

## Classificação por nações
| Faixa | País Equipa    | Moscovo | Los Angeles | Manchester | Sydney | Total |
| ----- | -------------- | ------- | ----------- | ---------- | ------ | ----- |
| 1     | Países Baixos  | 95      | 89          | 56         | 120    | 360   |
| 2     | Rússia         | 127     | 86          | 78         | 33     | 324   |
| 3     | Reino Unido    | 71      | 75          | 101        | 50     | 297   |
| 4     | Austrália      | 8       | 64          | 77         | 132    | 281   |
| 5     | Alemanha       | 88      | 74          | 88         | 21     | 271   |
| 6     | França         | 54      | 62          | 80         | 45     | 241   |
| 7     | Itália         | 59      | 38          | 49         | 67     | 213   |
| 8     | Ucrânia        | 76      | 47          | 35         | 29     | 187   |
| 9     | Estados Unidos | 34      | 53          | 37         | 41     | 165   |
| 10    | Nova Zelândia  | -       | 46          | 19         | 64     | 129   |

## Homens

### Quilómetro

#### Resultados
| Data              | Lugar       | Vencedor      | Segundo        | Terceiro        |
| ----------------- | ----------- | ------------- | -------------- | --------------- |
| novembro de 2004  | Moscovo     | Jason Queally | Sören Lausberg | Alois Kaňkovský |
| dezembro de 2004  | Los Angeles | Theo Bos      | Jason Queally  | Ben Kersten     |
| janeiro de 2005   | Manchester  | Chris Hoy     | Ben Kersten    | Stefan Nimke    |
| fevereiro de 2005 | Sydney      | Ben Kersten   | Tim Veldt      | François Pervis |

#### Classificação
| Pos. | Ciclista        | Mos | LAn | Man | Syd | Pts |
| 1.   | Ben Kersten     |     | 8   | 10  | 12  | 30  |
| 2.   | Jason Queally   | 12  | 10  |     |     | 22  |
| 3.   | Tim Veldt       |     |     | 6   | 10  | 16  |
| 4.   | Alois Kaňkovský | 8   |     | 7   |     | 15  |
| 5.   | Yusho Oikawa    | 2   | 4   | 1   | 6   | 13  |

### Keirin

#### Resultados
| Data              | Lugar       | Vencedor     | Segundo          | Terceiro                         |
| ----------------- | ----------- | ------------ | ---------------- | -------------------------------- |
| novembro de 2004  | Moscovo     | Sergiy Ruban | Grégory Baugé    | Ivan Vrba                        |
| dezembro de 2004  | Los Angeles | Teun Mulder  | Arnaud Tournant  | José Antonio Villanueva Trinidad |
| janeiro de 2005   | Manchester  | René Wolff   | Mickaël Bourgain | Shane Kelly                      |
| fevereiro de 2005 | Sydney      | Theo Bos     | Laurent Gané     | Pavel Buráň                      |

#### Classificação
| Pos. | Ciclista                | Mos | LAn | Man | Syd | Pts |
| 1.   | Andriy Vynokurov        | 4   | 7   | 7   |     | 19  |
| 2.   | Sergiy Ruban            | 12  |     | 5   |     | 17  |
| 3.   | José Antonio Villanueva | 7   | 8   |     |     | 17  |
| 4.   | Theo Bos                |     |     |     | 12  | 12  |
| 5.   | René Wolff              |     |     | 12  |     | 12  |

### Velocidade individual

#### Resultados
| Data              | Lugar       | Vencedor         | Segundo            | Terceiro                         |
| ----------------- | ----------- | ---------------- | ------------------ | -------------------------------- |
| novembro de 2004  | Moscovo     | Sergiy Ruban     | Grégory Baugé      | Teun Mulder                      |
| dezembro de 2004  | Los Angeles | Mickaël Bourgain | Arnaud Tournant    | Kazuya Narita                    |
| janeiro de 2005   | Manchester  | Mickaël Bourgain | Łukasz Kwiatkowski | José Antonio Villanueva Trinidad |
| fevereiro de 2005 | Sydney      | Theo Bos         | Jobie Dajka        | Arnaud Tournant                  |

#### Classificação
| Pos. | Ciclista         | Mos | LAn | Man | Syd | Pts |
| 1.   | Mickaël Bourgain |     | 12  | 12  |     | 24  |
| 2.   | Grégory Baugé    | 10  |     | 7   | 7   | 24  |
| 3.   | Arnaud Tournant  |     | 10  |     | 8   | 18  |
| 4.   | Kazuya Narita    | 7   | 8   |     | 1   | 16  |
| 5.   | Jobie Dajka      |     |     | 4   | 10  | 14  |

### Velocidade por equipas

#### Resultados
| Data              | Lugar       | Vencedor                                                          | Segundo                                                         | Terceiro                                                       |
| ----------------- | ----------- | ----------------------------------------------------------------- | --------------------------------------------------------------- | -------------------------------------------------------------- |
| novembro de 2004  | Moscovo     | Alemanha · Sören Lausberg · Michael Seidenbecher · Jan van Eijden | França · Grégory Baugé · Hervé Gané · Matthieu Mandard          | Rússia · Dmitriy Leopold · Sergey Polynskiy · Sergiy Ruban     |
| dezembro de 2004  | Los Angeles | Países Baixos · Theo Bos · Teun Mulder · Tim Veldt                | Alemanha · Carsten Bergemann · Matthias John · Stefan Nimke     | França · Mickaël Bourgain · Didier Henriette · Arnaud Tournant |
| janeiro de 2005   | Manchester  | Reino Unido · Chris Hoy · Craig MacLean · Jason Queally           | Polónia · Rafa Furman · Łukasz Kwiatkowski · Damian Zielińesqui | Japão · Kazuya Narita · Yusho Oikawa · Kazunari Watanabe       |
| fevereiro de 2005 | Sydney      | França · Grégory Baugé · François Pervis · Arnaud Tournant        | Japão · Kazuya Narita · Yusho Oikawa · Kazunari Watanabe        | Austrália · Jobie Dajka · Joel Leonard · Ben Kersten           |

#### Classificação
| Pos. | Equipa    | Mos | LAn | Man | Syd | Pts |
| 1.   | França    | 10  | 8   |     | 12  | 30  |
| 2.   | Japão     |     | 7   | 8   | 10  | 25  |
| 3.   | Alemanha  | 12  | 10  |     |     | 22  |
| 4.   | Polónia   | 6   | 5   | 10  |     | 21  |
| 5.   | Austrália |     | 6   | 7   | 8   | 21  |

### Perseguição individual

#### Resultados
| Data              | Lugar       | Vencedor         | Segundo          | Terceiro      |
| ----------------- | ----------- | ---------------- | ---------------- | ------------- |
| novembro de 2004  | Moscovo     | Volodymyr Dyudya | Robert Hayles    | Jens Mouris   |
| dezembro de 2004  | Los Angeles | Robert Bartko    | Mikhail Ignatiev | Sergi Escobar |
| janeiro de 2005   | Manchester  | Sergi Escobar    | Robert Hayles    | Levi Heimans  |
| fevereiro de 2005 | Sydney      | Levi Heimans     | Edward Clancy    | Ivan Kovalev  |

#### Classificação
| Pos. | Ciclista             | Mos | LAn | Man | Syd | Pts |
| 1.   | Levi Heimans         |     |     | 8   | 12  | 20  |
| 2.   | Sergi Escobar        |     | 8   | 12  |     | 20  |
| 3.   | Robert Hayles        | 10  |     | 10  |     | 20  |
| 4.   | Volodymyr Dyudya     | 12  | 5   |     |     | 17  |
| 5.   | Alessandro Mazzolani | 5   |     | 5   | 7   | 17  |

### Perseguição por equipas

#### Resultadas
| Data              | Lugar       | Vencedor                                                                            | Segundo                                                                                     | Terceiro                                                                                |
| ----------------- | ----------- | ----------------------------------------------------------------------------------- | ------------------------------------------------------------------------------------------- | --------------------------------------------------------------------------------------- |
| novembro de 2004  | Moscovo     | Ucrânia · Volodymyr Dyudya · Roman Kononenko · Vitaliy Popkov · Volodymyr Zagorodny | Países Baixos · Jens Mouris · Peter Schep · Wim Stroetinga · Niki Terpstra                  | Rússia · Sergueï Klimov · Anton Mindlin · Alexander Serov · Nikolay Trusov              |
| dezembro de 2004  | Los Angeles | Alemanha · Robert Bartko · Robert Bengsch · Henning Bommel · Leif Lampater          | Nova Zelândia · Jason Allen · Timothy Gudsell · Peter Latham · Marc Ryan                    | Ucrânia · Volodymyr Dyudya · Roman Kononenko · Lyubomyr Polatayko · Volodymyr Zagorodny |
| janeiro de 2005   | Manchester  | Reino Unido · Steven Cummings · Robert Hayles · Paul Manning · Chris Newton         | Espanha · Carlos Castaño Panadero · Guillermo Ferrer Garcia · Asier Maeztu · Carlos Torrent | Alemanha · Christian Bach · Robert Bengsch · Henning Bommel · Leif Lampater             |
| fevereiro de 2005 | Sydney      | Nova Zelândia · Jason Allen · Hayden Godfrey · Gregory Henderson · Marc Ryan        | Reino Unido · Matthew Brammeier · Mark Cavendish · Edward Clancy · Tom White                | Austrália · Richard England · Sean Finning · Matthew Goss · Milhares Olman              |

#### Classificação
| Pos. | Equipa        | Mos | LAn | Man | Syd | Pts |
| 1.   | Reino Unido   | 5   |     | 12  | 10  | 27  |
| 2.   | Alemanha      | 7   | 12  | 8   |     | 27  |
| 3.   | Rússia        | 8   | 6   | 6   | 7   | 27  |
| 4.   | Nova Zelândia |     | 10  | 4   | 12  | 26  |
| 5.   | Ucrânia       | 12  | 8   | 3   |     | 23  |

### Corrida por pontos

#### Resultados
| Data              | Lugar       | Vencedor         | Segundo            | Terceiro                |
| ----------------- | ----------- | ---------------- | ------------------ | ----------------------- |
| novembro de 2004  | Moscovo     | Peter Schep      | Petr Lazar         | Luis Fernando Sepulveda |
| dezembro de 2004  | Los Angeles | Mikhail Ignatiev | Colby Pearce       | Chris Newton            |
| janeiro de 2005   | Manchester  | Vasil Kiryienka  | Nikita Eskov       | Colby Pearce            |
| fevereiro de 2005 | Sydney      | Volodymyr Rybin  | Ioánnis Tamourídis | Sean Finning            |

#### Classificação
| Pos. | Ciclista         | Mos | LAn | Man | Syd | Pts |
| 1.   | Mikhail Ignatiev | 6   | 12  |     |     | 18  |
| 2.   | Colby Pierce     |     | 10  | 8   |     | 18  |
| 3.   | Sergi Escobar    |     | 6   | 7   |     | 13  |
| 4.   | Volodymyr Rybin  |     |     |     | 12  | 12  |
| 5.   | Vasil Kiryienka  |     |     | 12  |     | 12  |

### Scratch

#### Resultados
| Data              | Lugar       | Vencedor        | Segundo          | Terceiro                    |
| ----------------- | ----------- | --------------- | ---------------- | --------------------------- |
| novembro de 2004  | Moscovo     | James Carney    | Geraint Thomas   | Matthew Gilmore             |
| dezembro de 2004  | Los Angeles | Alex Rasmussen  | Siarhei Daubniuk | José Alfredo Medina Andrade |
| janeiro de 2005   | Manchester  | Jérôme Neuville | Volodymyr Rybin  | Ioánnis Tamourídis          |
| fevereiro de 2005 | Sydney      | Wim Stroetinga  | Alex Rasmussen   | Gregory Henderson           |

#### Classificação
| Pos. | Ciclista          | Mos | LAn | Man | Syd | Pts |
| 1.   | Alex Rasmussen    |     | 12  | 7   | 10  | 29  |
| 2.   | Wim Stroetinga    |     | 6   | 4   | 12  | 22  |
| 3.   | James Carney      | 12  |     |     | 4   | 16  |
| 4.   | Jérôme Neuville   |     |     | 12  |     | 12  |
| 5.   | Gregory Henderson |     | 4   |     | 8   | 12  |

### Americanas

#### Resultados
| Data              | Lugar       | Vencedor                                      | Segundo                                         | Terceiro                                   |
| ----------------- | ----------- | --------------------------------------------- | ----------------------------------------------- | ------------------------------------------ |
| novembro de 2004  | Moscovo     | Bélgica · Matthew Gilmore · Iljo Keisse       | Chéquia · Martin Bláha · Petr Lazar             | Eslováquia · Martin Liska · Jozef Zabka    |
| dezembro de 2004  | Los Angeles | Alemanha · Robert Bartko · Leif Lampater      | Chéquia · Martin Bláha · Petr Lazar             | Rússia · Mikhail Ignatiev · Nikolay Trusov |
| janeiro de 2005   | Manchester  | França · Andy Flickinger · Jérôme Neuville    | Bélgica · Kenny De Ketele · Wouter Van Mechelen | Alemanha · Leif Lampater · Andreas Müller  |
| fevereiro de 2005 | Sydney      | Ucrânia · Dmytro Grabovskyy · Volodymyr Rybin | Dinamarca · Michael Mørkøv · Alex Rasmussen     | Reino Unido · Mark Cavendish · Tom White   |

#### Classificação
| Pos. | Equipa   | Mos | LAn | Man | Syd | Pts |
| 1.   | Chéquia  | 10  | 10  | 4   |     | 24  |
| 2.   | Bélgica  | 12  |     | 10  |     | 22  |
| 3.   | Ucrânia  | 6   | 4   |     | 12  | 22  |
| 4.   | Alemanha |     | 12  | 8   |     | 20  |
| 5.   | França   | 7   |     | 12  |     | 19  |

## Mulheres

### 500 metros

#### Resultados
| Data              | Lugar       | Vencedor             | Segundo            | Terceiro         |
| ----------------- | ----------- | -------------------- | ------------------ | ---------------- |
| novembro de 2004  | Moscovo     | Tamilla Abassova     | Yvonne Hijgenaar   | Elisa Frisoni    |
| dezembro de 2004  | Los Angeles | Natallia Tsylinskaya | Elisa Frisoni      | Yvonne Hijgenaar |
| janeiro de 2005   | Manchester  | Tamilla Abassova     | Victoria Pendleton | Elisa Frisoni    |
| fevereiro de 2005 | Sydney      | Yvonne Hijgenaar     | Elisa Frisoni      | Lori-Ann Muenzer |

#### Classificação
| Pos. | Ciclista             | Mos | LAn | Man | Syd | Pts |
| 1.   | Elisa Frisoni        | 8   | 10  | 8   | 10  | 36  |
| 2.   | Tamilla Abassova     | 12  | 7   | 12  |     | 31  |
| 3.   | Yvonne Hijgenaar     | 10  | 8   |     | 12  | 30  |
| 4.   | Natallia Tsylinskaya |     | 12  | 7   |     | 19  |
| 5.   | Victoria Pendleton   | 6   | 2   | 10  |     | 18  |

### Keirin

#### Resultados
| Data              | Lugar       | Vencedor             | Segundo          | Terceiro             |
| ----------------- | ----------- | -------------------- | ---------------- | -------------------- |
| novembro de 2004  | Moscovo     | Susan Panzer         | Tamilla Abassova | Christin Muche       |
| dezembro de 2004  | Los Angeles | Victoria Pendleton   | Anna Meares      | Natallia Tsylinskaya |
| janeiro de 2005   | Manchester  | Natallia Tsylinskaya | Susan Panzer     | Jennie Reed          |
| fevereiro de 2005 | Sydney      | Anna Meares          | Shuang Guo       | Jennie Reed          |

#### Classificação
| Pos. | Ciclista             | Mos | LAn | Man | Syd | Pts |
| 1.   | Anna Meares          |     | 10  |     | 12  | 22  |
| 2.   | Susan Panzer         | 12  |     | 10  |     | 22  |
| 3.   | Elisa Frisoni        | 7   | 4   | 6   | 5   | 22  |
| 4.   | Jennie Reed          |     | 5   | 8   | 8   | 21  |
| 5.   | Natallia Tsylinskaya |     | 8   | 12  |     | 20  |

### Velocidade individual

#### Resultados
| Data              | Lugar       | Vencedor             | Segundo            | Terceiro         |
| ----------------- | ----------- | -------------------- | ------------------ | ---------------- |
| novembro de 2004  | Moscovo     | Tamilla Abassova     | Chian Fang         | Christin Muche   |
| dezembro de 2004  | Los Angeles | Natallia Tsylinskaya | Tamilla Abassova   | Elisa Frisoni    |
| janeiro de 2005   | Manchester  | Christin Muche       | Victoria Pendleton | Tamilla Abassova |
| fevereiro de 2005 | Sydney      | Anna Meares          | Shuang Guo         | Yvonne Hijgenaar |

#### Classificação
| Pos. | Ciclista         | Mos | LAn | Man | Syd | Pts |
| 1.   | Tamilla Abassova | 12  | 10  | 8   |     | 30  |
| 2.   | Elisa Frisoni    | 6   | 8   | 7   | 4   | 25  |
| 3.   | Yvonne Hijgenaar | 7   | 3   | 4   | 8   | 22  |
| 4.   | Christin Muche   | 8   |     | 12  |     | 20  |
| 5.   | Anna Meares      |     | 7   |     | 12  | 19  |

### Perseguição individual

#### Resultados
| Data              | Lugar       | Vencedor           | Segundo            | Terceiro           |
| ----------------- | ----------- | ------------------ | ------------------ | ------------------ |
| novembro de 2004  | Moscovo     | Oxana Kostenko     | Lyudmyla Vypyraylo | Marlijn Binnendijk |
| dezembro de 2004  | Los Angeles | Katie Mactier      | Emma Davies        | Elena Tchalykh     |
| janeiro de 2005   | Manchester  | Katherine Bates    | Emma Davies        | Karin Thürig       |
| fevereiro de 2005 | Sydney      | Marlijn Binnendijk | Dale Tye           | Tatsiana Sharakova |

#### Classificação
| Pos. | Ciclista           | Mos | LAn | Man | Syd | Pts |
| 1.   | Lyudmyla Vypyraylo | 10  | 6   | 5   |     | 21  |
| 2.   | Marlijn Binnendijk | 8   |     |     | 12  | 20  |
| 3.   | Emma Davies        |     | 10  | 10  |     | 20  |
| 4.   | Dale Tye           |     | 4   |     | 10  | 14  |
| 5.   | Tatsiana Sharakova |     |     | 6   | 8   | 14  |

### Corrida por pontos

#### Resultados
| Data              | Lugar       | Vencedor           | Segundo          | Terceiro           |
| ----------------- | ----------- | ------------------ | ---------------- | ------------------ |
| novembro de 2004  | Moscovo     | Lyudmyla Vypyraylo | Rebecca Bertolo  | Apollinaria Bakova |
| dezembro de 2004  | Los Angeles | Erin Mirabella     | Alexis Rhodes    | Adrie Visser       |
| janeiro de 2005   | Manchester  | Katherine Bates    | Vera Carrara     | Alexis Rhodes      |
| fevereiro de 2005 | Sydney      | Rochelle Gilmore   | Giorgia Bronzini | Yun Mei Wu         |

#### Classificação
| Pos. | Ciclista           | Mos | LAn | Man | Syd | Pts |
| 1.   | Lyudmyla Vypyraylo | 12  | 7   | 7   |     | 26  |
| 2.   | Alexis Rhodes      |     | 10  | 8   |     | 18  |
| 3.   | Giorgia Bronzini   |     | 6   |     | 10  | 16  |
| 4.   | Marlijn Binnendijk | 5   |     | 4   | 5   | 14  |
| 5.   | Rochelle Gilmore   |     |     |     | 12  | 12  |

### Scratch

#### Resultados
| Data              | Lugar       | Vencedor           | Segundo         | Terceiro           |
| ----------------- | ----------- | ------------------ | --------------- | ------------------ |
| novembro de 2004  | Moscovo     | Apollinaria Bakova | Oxana Kostenko  | Annalisa Cucinotta |
| dezembro de 2004  | Los Angeles | Yulia Aroustamova  | Eleonora Soldo  | Emma Davies        |
| janeiro de 2005   | Manchester  | Katherine Bates    | Rebecca Quinn   | Virginie Moinard   |
| fevereiro de 2005 | Sydney      | Annalisa Cucinotta | Katherine Bates | Catherine Sell     |

#### Classificação
| Pos. | Ciclista           | Mos | LAn | Man | Syd | Pts |
| 1.   | Katherine Bates    |     |     | 12  | 10  | 22  |
| 2.   | Annalisa Cucinotta | 8   |     |     | 12  | 20  |
| 3.   | Yulia Aroustamova  |     | 12  | 4   |     | 16  |
| 4.   | Rebecca Quinn      |     | 4   | 10  |     | 14  |
| 5.   | Catherine Sell     |     | 1   | 5   | 8   | 14  |